# Lokman Ayebe
Lokman Ayebe, född 1981 i Dêrik i norra Kurdistan som ligger i Turkiet, är en kurdisk författare.
Han har studerat ekonomi vid Dicle-universitetet i Diyarbakır. Redan som 18-åring började han skriva på turkiska, för att senare övergå till sitt modersmål, kurdiska. Hans första roman, Jar Lê Sermest, handlar om en homosexuell relation mellan två nära vänner, publicerades på förlaget Belkî 2004. Hans andra roman, Gava Heyatê, gavs ut på samma förlag 2007. 
Ayebe bor i sin hemstad Dêrik.  